# Grupo de Inspectores Generales del Ministerio de Defensa de la URSS
El Grupo de Inspectores Generales del Ministerio de Defensa de la URSS (en ruso: Группа генеральных инспекторов Министерства обороны СССР), conocido coloquialmente como el «grupo paraíso», fue establecido en 1958 como un organismo dependiente del Ministerio de Defensa de la URSS formado por oficiales superiores ya jubilados, con pocas obligaciones regulares. El grupo fue eliminado por las reformas de 1992 del mariscal del aire Yevgueni Sháposhnikov y sus miembros jubilados o bien pasaron a la reserva.

## Historia
El Grupo de Inspectores Generales del Ministerio de Defensa soviético fue establecido el 12 de febrero de 1958 mediante la orden N.º 037 del ministro de Defensa Rodión Malinovski, sobre la base del decreto N.º 149-63 del Consejo de Ministros de la Unión Soviética del 30 de enero de 1958. «Para utilizar la experiencia y el conocimiento de los mariscales, almirantes, generales de ejército, coronel generales y algunos tenientes generales y vicealmirantes que han alcanzado una edad en la que, por razones de salud y perspectivas de uso posterior, no pueden seguir trabajando a pleno rendimiento [...] »

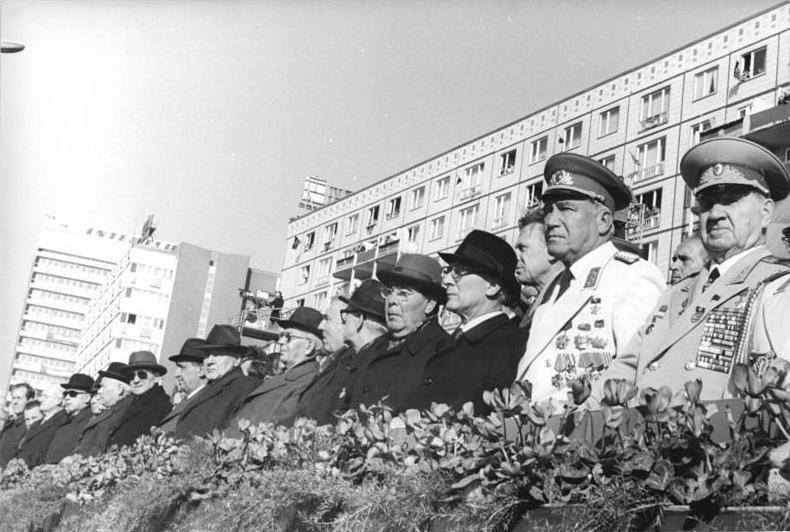
El inspector general del Ministerio de Defensa de la URSS Vasili Chuikov (derecha) en el desfile militar en honor al 30.º aniversario de la RDA en Berlín el 7 de octubre de 1979

Debido a la falta de una edad de jubilación obligatoria en las Fuerzas Armadas soviéticas, los oficiales superiores de edad avanzada que no deseaban retirarse o pasar a la reserva eran asignados al grupo de inspectores, donde disfrutaban de todos los privilegios asociados con su grado militar, durante el resto de sus vidas. Con pocos deberes regulares. El Grupo de Inspectores, según lo establecido en el decreto de su creación, incluíaː
- Inspectores generales, formados porː mariscales de la Unión Soviética, mariscales en jefe y almirantes de la flota de la Unión Soviética;
- Inspectores asesores, formados por mariscales, generales del ejército, coroneles generales;
- Consultores, formados por «selectos» tenientes generales y vicealmirantes.

En la orden del Ministerio de Defensa de la URSS N.º 037 de 12 de febrero de 1958, se definía el Grupo como una organización que realiza tareas periódicas sobre ciertos temas importantes de combate y entrenamiento operativo de tropas, la construcción y posterior desarrollo de las Fuerzas Armadas, la teoría e historia del arte militar y el equipamiento militar. El trabajo de campo con las tropas incluía viajes a maniobras y ejercicios militares, participar en conferencias y presidir comisiones de exámenes en academias y escuelas militares.

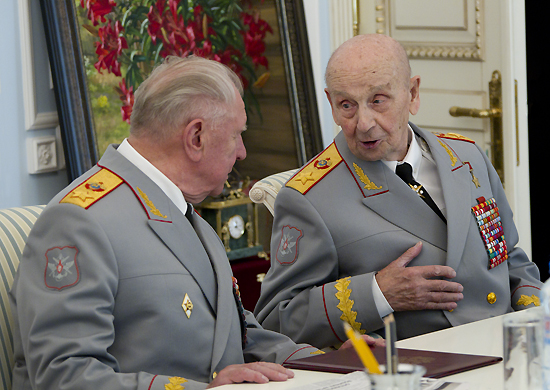
El ministro de Defensa de la URSS Dmitri Yázov y Serguéi Sokolov (derecha) jefe del Grupo de Inspectores en el momento de su disolución

Por orden del presidente del Consejo de Ministros de la URSS Nikita Jrushchov del 20 de julio de 1960, el ingreso automático en el grupo de inspectores quedó limitado a los generales del ejército o superiores, los coroneles generales solo eran admitidos por «méritos especiales». En 1988, el ministro de Defensa de la URSS, Dmitri Yázov, con la bendición y el apoyo del secretario general del Comité Central del PCUS, Mijaíl Gorbachov, redujo casi a la mitad los miembros del Grupo de Inspectores, al despedir a todos los coronel generales.
Los miembros del Grupo recibían un salario, se les proporcionaba un automóvil oficial (cuando se usaba para asuntos no oficiales, debían realizar una solicitud preliminar y abonar una compensación económica por la gasolina) y una dacha estatal, además cada miembro del Grupo tenía asignado un asistente y un ayudante adjunto con el rango militar de teniente coronel. Llegaban al trabajo a las 10ː00 de la mañana y solo trabajaban tres días a la semana: lunes, miércoles y viernes. Los mariscales, generales y almirantes, que formaban parte del Grupo, debían llevar a cabo viajes de inspección a las tropas, realizar trabajos científicos sobre asuntos militares y similares y escribir libros y artículos sobre asuntos militares, así como sus memorias.
El Grupo de Inspectores Generales del Ministerio de Defensa de la URSS estaba situado en el complejo de edificios del Ministerio de Defensa de la URSS en el terraplén de Frunzenskaya, en los pisos quinto y sexto.

## Liquidación y restablecimiento
Aunque el grupo estaba teóricamente limitado a personal militar, dos líderes del partido, Serguéi Afanasyev y Lev Zaykov fueron asignados como consultores en 1991. Esta irregularidad, fue parte de la justificación oficial para la disolución del grupo de inspectores, junto con la introducción de una edad de jubilación obligatoria de 60 años para los coroneles generales y los generales del ejército en las Fuerzas Armadas de Rusia. En el momento de su abolición, estaba formado por 53 oficiales superiores bajo el mando del mariscal de la Unión Soviética Serguéi Sokolov. La disolución del Grupo tuvo poco efecto para sus miembros: retuvieron pensiones con todos los subsidios, alojamiento confortable, atención médica, el uso de vehículos oficiales del Estado Mayor, bajo solicitud previa (con compensación por gastos de gasolina) y dachas.
En total, 179 representantes del personal del alto mando de las Fuerzas Armadas de la URSS y dos civiles formaron parte del Grupo de Inspectores Generales del Ministerio de Defensa de la URSS, de 1958 a 1992.
El concepto de un grupo de altos oficiales militares retirados que aportan conocimientos técnicos se revivió con el establecimiento de la Oficina de Inspectores Generales del Ministerio de Defensa de la Federación de Rusia en 2008. El 28 de abril de 2008, por directiva del ministro de Defensa de Rusia No. D-31, se restableció el Servicio de Inspectores Generales, que pasó a ser el sucesor del Grupo de Inspectores Generales liquidado. La tarea principal del nuevo servicio es «promover la organización de combate y el entrenamiento operativo de las tropas, la construcción y el desarrollo posterior de las Fuerzas Armadas de Rusia, el desarrollo de la teoría y la historia del arte militar y la educación del personal».